# Instituto Iberoamericano de Gotemburgo
El Instituto Iberoamericano de Gotemburgo (en sueco Iberoamerikanska institutet i Göteborg, en portugués Instituto Ibero-Americano de Gotemburgo) fue un instituto dedicada a enseñanza, investigación y actividades culturales en Gotemburgo, activo entre 1939 y 2007. Inicialmente, el instituto estaba afiliado a la Escuela de Economía de la Universidad de Gotemburgo, pero posteriormente fue transferido a la propia Universidad de Gotemburgo.
El instituto fue fundado por el profesor de idiomas Nils Hedberg en 1939 inspirado por institutos similares en Berlín (el Instituto Ibero-Americano) y Hamburgo y con el apoyo del sector  empresarial de Gotemburgo, incluyendo la casa comercial Elof Hansson y SKF. Estas empresas tenían interés en fomentar el conocimiento del español y portugués en Suecia para promover el comercio con América Latina.
Durante varios años, el Instituto Iberoamericano publicó sus propias obras en colaboración con las editoriales Ínsula de Madrid y Casa portuguesa de Lisboa. También funcionó como un importante centro en Escandinavia para la literatura hispanoamericana, brasileña, española y portuguesa, con varias visitas de escritores destacados, como Gabriela Mistral, Jorge Luis Borges, Mario Vargas Llosa y Camilo José Cela.
El instituto fue clausurado en 2007. Sus actividades de investigación y enseñanza fueron incorporada al Departamento de Estudios Globales de la Facultad de Ciencias Sociales de la Universidad, mientras que su biblioteca fue trasladada a la Biblioteca de la Universidad de Gotemburgo bajo el nuevo nombre de Colección Iberoamericana.

## Directores
- Nils Hedberg (1939–1965)
- Matilde Goulard de Westberg (1965-1978)
- Por Rosengren (1979–1982)
- Carlos Foresti (1983–1994)
- Maj-Lis Follér
- Ken Benson (2001)